# Styrkar Reidarson
Styrkar Reidarson también Styrkar (Styrkår) de Gimse (922-997),  fue un stormann (noble) de Gimse y caudillo vikingo de Melhus, Sør-Trøndelag, Noruega. Fue uno de los lugartenientes de Haakon Jarl en la batalla de Hjörungavágr. Su hijo Eindride Styrkarson (n. 950) fue uno de los caudillos beligerantes en la batalla de Svolder, y padre de Einar Tambarskjelve.
Su padre fue Reidar Asbjörnsson (n. 902). Reidar era hermano de Jernskjegge Asbjörnsson, ambos hijos de Asbjørn auðga.